# Ahmes-Nefertari
Ahmes-Nefertari, Ahmose-Nefertari – królowa egipska, córka Sekenenre Tao i królowej Ahhotep I, Wielka Małżonka Królewska (egip. Hemet Nesu Ueret) - siostra-żona Ahmose. Jako pierwsza nosiła tytuły:Córki Króla i Siostry Króla. Uważana za jedną z najważniejszych postaci rodziny królewskiej początków XVIII dynastii, która odegrała znaczącą rolę w procesie zjednoczenia Obu Krajów oraz wypędzenia z Egiptu Hyksosów. Po śmierci swego męża objęła regencję w imieniu swego małoletniego syna Amenhotepa I.
Była matką Ahmes-Sipaira - następcy tronu, zmarłego w młodości, Amenhotepa I, Ahhotep II - siostry-żony Amenhotepa I, Ahmes - żony Totmesa I, matki Hatszepsut, Ahmes-Sitkamose, Sitamon oraz Meritamon. Uważana za pierwszą Boską małżonkę Amona, której tytuł jest w pełni poświadczony - stela donacyjna, zawierająca akt darowizny posiadłości ziemskich. Jej matka, królowa Ahhotep I prawdopodobnie również otrzymała ten tytuł, jednakże dopiero pośmiertnie, na co może wskazywać jedyna inskrypcja, tego dotycząca, znajdująca się na jej trumnie. 
Ahmes-Nefertari zmarła w wieku około 65 lat, przeżywszy do końca panowanie swego męża - Ahmosego oraz syna Amenhotepa I, prawdopodobnie w pierwszym roku panowania Totmesa I. Została pochowana w grobowcu na terenie Dra Abu al-Naga. Jej obrabowany grobowiec odkrył Howard Carter. Mumię królowej odnaleziono w skrytce DB-320 w Deir el-Bahari. Jak się wydaje Ahmes-Nefertari odegrała znaczącą rolę w przekazaniu władzy Totmesowi I po bezpotomnej śmierci swego syna. Dowodem na to może być stela z Buhen, na której królowa przedstawiona jest w towarzystwie swej córki Ahmes oraz Totmesa I. Imię królowej znajduje się na wielu zabytkach od Sai po Tura oraz w wielu grobowcach w nekropolach Teb zachodnich. Po jej śmierci otoczono ją szczególnym kultem aż do czasów Herhora, tj. końca XX dynastii, uważając ją za jedną z założycielek XVIII dynastii i twórczyń Nowego Państwa.

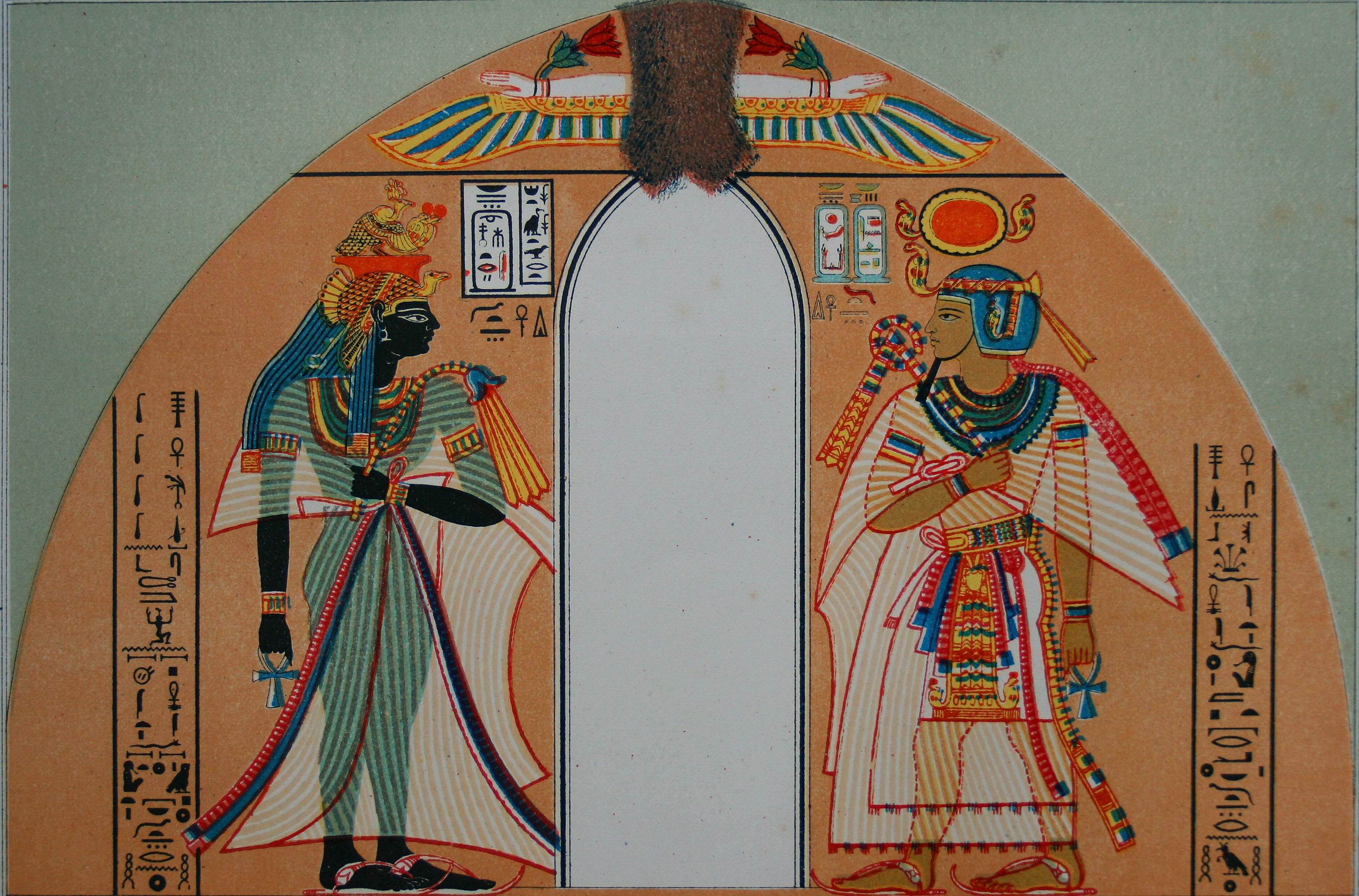
Królowa Ahmes-Nefertari i jej syn Amenhotep I Dżeserkare

(egip. - Nebet-taui Hemet Nesu Uret - Ahmose-Nefertari - neczer hemet di anch dżet)
|                |     |     |               |
| \| \| \| \| \| |     |     |               |
|                |     |     |               |
| N12 · F31      | F35 | M17 | X1 · D21 · Z4 |

| N12 · F31 | F35 | M17 | X1 · D21 · Z4 |

|                |     |     |               |
| \| \| \| \| \| |     |     |               |
|                |     |     |               |
| N12 · F31      | F35 | M17 | X1 · D21 · Z4 |

| N12 · F31 | F35 | M17 | X1 · D21 · Z4 |

|                |     |     |               |
| \| \| \| \| \| |     |     |               |
|                |     |     |               |
| N12 · F31      | F35 | M17 | X1 · D21 · Z4 |

| N12 · F31 | F35 | M17 | X1 · D21 · Z4 |

|                |     |     |               |
| \| \| \| \| \| |     |     |               |
|                |     |     |               |
| N12 · F31      | F35 | M17 | X1 · D21 · Z4 |

| N12 · F31 | F35 | M17 | X1 · D21 · Z4 |